# Lillehammer Station
Lillehammer Station (Lillehammer stasjon) er en jernbanestation på Dovrebanen, der ligger centralt i byen Lillehammer i Norge. Den er endestation for regionaltog fra Drammen og betjenes desuden af fjerntog mellem Oslo S og Trondheim S.
Stationen består af nogle få spor, to perroner og en stationsbygning i sten, der er opført efter tegninger af Paul Due. Stationsbygningen rummer kiosk, ventesal og turistinformation. Desuden er der en busterminal med forbindelse til Gjøvik, Gausdal/Skei og Nordseter/Sjusjøen. Stationen kan benyttes ved besøg på sportsanlæggene fra Vinter-OL 1994 og frilandsmuseet Maihaugen.
Stationen åbnede 15. november 1894, da banen mellem Hamar og Tretten stod færdig. Den blev fjernstyret 28. april 1978. Stationen blev ombygget forud for Vinter-OL 1994 i byen. Vandtårnet, der blev opført til stationens åbning efter tegninger af Paul Due, blev fredet i 2002. Tårnet har en middelalderlig karakter med sin runde form, kegleformede tag og afrundede døre og vinduer.